# Fajã Maria Pereira
Fajã não muito grande, mas de terras bastante férteis, tem um nome curioso que provavelmente provem do da sua proprietária. Pertence à freguesia a dos Rosais, Concelho de Velas, costa Norte da ilha de São Jorge.
Ali, existiram seis casas com as suas cisternas, para onde as pessoas desciam em alguns meses do ano, principalmente nas alturas das vindimas.
As suas terras eram cultivadas de vinha, inhame, Batata, cebolas, Alho, hortaliças e tudo o que era necessário para o consumo doméstico.
Está fajã é um óptimo lugar para a pesca sendo os peixes mais frequentemente apanhados a Veja, o Sargo-de-beiço, a Tainha e o bodião.
Aqui desaguam várias ribeiras o que muito contribuía para o cultivo dos inhames.